# Federazione di baseball e softball del Senegal
La Federazione senegalese di baseball e softball (eng. Senegal Softball & Baseball Association) è un'organizzazione fondata per governare la pratica del baseball e del softball in Senegal.
Organizza il campionato maschile e di softball femminile, e pone sotto la propria egida la nazionale maschile e di softball femminile.